# Diedrich Bartels (Ratsherr)

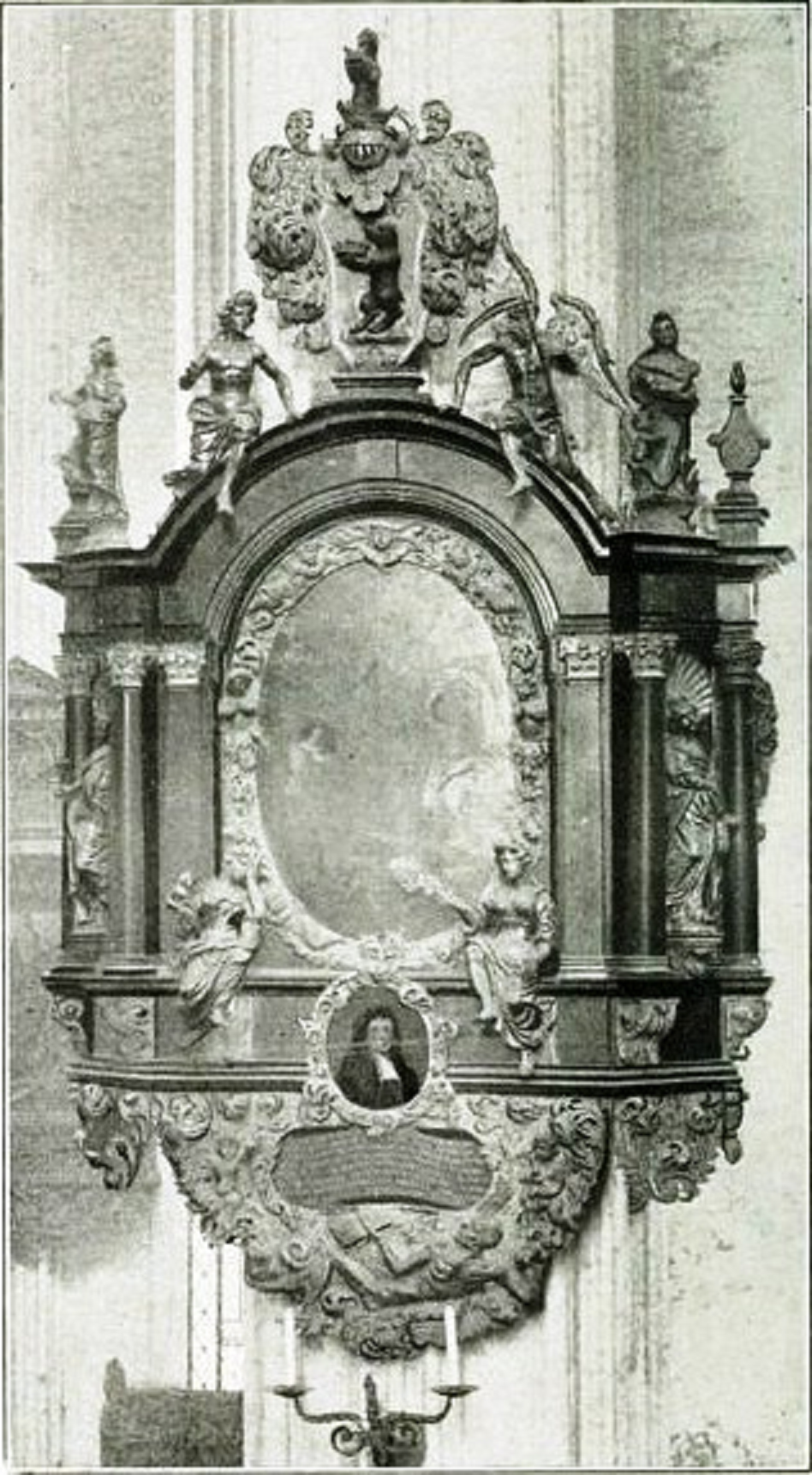
Epitaph des Ratsherren Diedrich Bartels

Diedrich von Bartels (* 6. März 1633 in Lübeck; † 24. September 1689 ebenda) war ein deutscher Kaufmann und Ratsherr aus Lübeck.

## Leben
Bartels war Sohn des aus Bremen stammenden Lübecker Kaufmanns Georg (Jürgen) Bartels († 1634) und der Anna, Tochter des Lübecker Kaufmanns Bernhard Petersen.
Als Kaufmann unterhielt er besondere Verbindungen zu den Fürstenhöfen, insbesondere zu Herzog Christian Ludwig I. von Mecklenburg. Bartels und seine Familie wurden von Kaiser Leopold I. in den Reichsadelsstand erhoben. 1687 wurde er in den Lübecker Rat erwählt.
Der Rektor des Katharineums zu Lübeck Enoch Svantenius verfasste seine Leichenschrift. Bartels erhielt 1693 ein Barock-Epitaph in der Lübecker Marienkirche, das beim Luftangriff auf Lübeck 1942 zerstört wurde.
Verheiratet war Diedrich Bartels mit Engel, einer Tochter des Kaufmanns Heinrich Verpoorten. Eine Tochter, Anna Elsabe, war mit dem Lübecker Ratsherrn Johann Wolter verheiratet. Und eine Tochter, Agneta, war mit dem Lübecker Ratsherrn Joachim von Dale verheiratet. Der Lübecker Ratsherr Diedrich von Bartels war sein Enkel.

### Wappen
Das Familienwappen zeigt im blau-golden geteilten Schild einen aufgerichteten schwarzen Bären, der in seinen Vordertatzen eine goldene Krone hält. Auf dem gekrönten Spangenhelm der gleiche Bär wachsend.